# Japetella diaphana
Japetella diaphana е вид октопод от семейство Bolitaenidae. Видът не е застрашен от изчезване.

## Разпространение и местообитание
Разпространен е в Австралия, Американска Самоа, Американски Вирджински острови, Ангола, Ангуила, Антигуа и Барбуда, Аруба, Асенсион и Тристан да Куня, Бангладеш, Барбадос, Бахамски острови, Белиз, Бенин, Бермудски острови, Бонер, Британска индоокеанска територия, Британски Вирджински острови, Бруней, Вануату, Великобритания, Венецуела, Виетнам, Габон, Гамбия, Гана, Гваделупа, Гватемала, Гвиана, Гвинея, Гвинея-Бисау, Гренада, Гуам, Демократична република Конго, Доминика, Доминиканска република, Еквадор, Екваториална Гвинея, Западна Сахара, Йемен, Източен Тимор, Индия, Индонезия, Иран, Ирландия, Испания, Кабо Верде, Кайманови острови, Камбоджа, Камерун, Канада, Кения, Кирибати, Китай, Кокосови острови, Колумбия, Коста Рика, Кот д'Ивоар, Куба, Кюрасао, Либерия, Мавритания, Мадагаскар, Макао, Малайзия, Малдиви, Малки далечни острови на САЩ, Мароко, Мартиника, Маршалови острови, Мексико, Мианмар, Микронезия, Монсерат, Науру, Нигерия, Никарагуа, Ниуе, Нова Зеландия, Нова Каледония, Оман, Остров Норфолк, Остров Рождество, Остров Света Елена, Острови Кук, Палау, Панама, Папуа Нова Гвинея, Перу, Питкерн, Португалия, Провинции в КНР, Пуерто Рико, Русия, Саба, Салвадор, Самоа, Сао Томе и Принсипи, САЩ, Свети Мартин, Северна Корея, Северни Мариански острови, Сейнт Винсент и Гренадини, Сейнт Китс и Невис, Сейнт Лусия, Сен Бартелми, Сен Естатиус, Сенегал, Сиера Леоне, Сингапур, Синт Мартен, Соломонови острови, Сомалия, Суринам, Тайван, Тайланд, Танзания, Того, Токелау, Тонга, Тринидад и Тобаго, Тувалу, Търкс и Кайкос, Уолис и Футуна, Фиджи, Филипини, Франция, Френска Гвиана, Френска Полинезия, Хаити, Хондурас, Хонконг, Шри Ланка, Южна Корея, Ямайка и Япония.
Обитава океани и заливи в райони с тропически и субтропичен климат. Среща се на дълбочина от 25 до 2550 m, при температура на водата от 2,9 до 23,9 °C и соленост 34,6 – 36,8 ‰.